# 有田忠郎
有田 忠郎（ありた ただお、1928年（昭和3年）6月19日 - 2012年3月11日）は、日本の詩人、翻訳家、仏文学者。専門はフランス詩。西南学院大学名誉教授。文芸誌『同時代』同人。

## 人物
長崎県佐世保市出身。海軍主計将校だった父の転勤に従って鎌倉、台湾、再び佐世保と転々とした。長崎県立佐世保中学校、第五高等学校を経て、1953年九州大学文学部仏文科卒業。1958年九州大学大学院第二期修了、九州大学文学部助手。1963年北九州大学講師、1964年同助教授、1968年同教授。1975年西南学院大学教授。1999年同大学を退職。
シャルル・ボードレールらの詩が専門だが、ヴィクトル・セガレンの全訳やサン＝ジョン・ペルスの翻訳でも知られる。セガレンの詩を邦訳した『セガレン著作集6 碑、頌、チベット』により、第10回小西財団日仏翻訳文学賞を受賞した。有田の翻訳は現代日本語を基に文語体を加味した文で高く評価された。
2010年、詩集『光は灰のように』で第25回詩歌文学館賞受賞。
2012年3月11日、肺炎のため死去。83歳没。

## 主な著作
- 『異質のもの 感性の接点を求めて』（牧神社） 1975
- 『夢と秘儀』（書肆山田） 1983
- 『有田忠郎詩集』（日本現代詩文庫52：土曜美術社） 1992
- 詩集『蝉』（書肆山田） 1983
- 詩集『セヴラックの夏』（書肆山田） 1983
- 詩集『髪と舟』（書肆山田） 1989
- 詩集『一顆明珠』（書肆山田） 1994
- 詩集『子午線の火』（書肆山田） 1999
- 詩集『光は灰のように』（書肆山田） 2009

## 主な翻訳
- 『風 詩集』（サン＝ジョン・ペルス、書肆山田） 2006
- 『鳥 詩集』（サン＝ジョン・ペルス、書肆山田） 2008
- 『詩と深さ』（ジャン＝ピエール・リシャール、思潮社） 1969、新装版 1995
- 『終焉なき回帰』（ドニ・ド・ルージュモン、思潮社） 1970
- 『ジャン・フォラン』（アンドレ・ドーテル編、思潮社） 1971
- 『見者ランボー』（ロラン・ド・ルネヴィル、国文社） 1971
- 『錬金術』（セルジュ・ユタン、白水社、文庫クセジュ） 1972
- 『占星術』（ポール・クーデール、白水社、文庫クセジュ） 1973
- 『超現実主義と聖なるもの』（ジュール・モヌロ、牧羊社） 1974
  - 新装改題『シュルレアリスムと聖なるもの』（吉夏社） 2000
- 『秘儀伝授 エゾテリスムの世界』（リュック・ブノワ、白水社、文庫クセジュ） 1976
- 『崩壊概論』（エミール・シオラン、国文社） 1975
 『E・M・シオラン選集1』国文社 1984。ちくま学芸文庫 2025
- 『エロティックと文明』（ルネ・ネリ、渡辺昌美共訳、紀伊國屋書店） 1979
- 『アルチュール・ランボー』（クロードー・エドモンド・マニー、白水社） 1982
- 『有害な物語』（ジョイス・マンスー、白水社） 1984
- 『西洋歴史奇譚』正・続（ギイ・ブルトン / ルイ・ポーウェル編著、白水社） 1982 - 1985、新装版 1997
- 『箱舟』（ピエール・ガスカール、書肆山田） 1987
- 『レコンキスタの歴史』（フィリップ・コンラ、白水社、文庫クセジュ） 2000
- 『イシス探求』（ユルギス・バルトルシャイティス、「著作集3」国書刊行会） 1992
- 『碑、頌、チベット』（ヴィクトル・セガレン、「著作集6」水声社、2分冊） 2002

### ヘルメス叢書
1. 『賢者の石について／生ける潮の水先案内人』（ラムスプリンク / デュ・マルティノー、白水社、ヘルメス叢書）、※各・1977 - 1979、新装版 1993 - 1994
2. 『闇よりおのずからほとばしる光』（マルク＝アントニオ・クラッセラーム、白水社、ヘルメス叢書）
3. 『象形寓意図の書／賢者の術概要／望みの望み』（ニコラ・フラメル、白水社、ヘルメス叢書）
4. 『魔術と占星術』（アルフレッド・モーリー、白水社、ヘルメス叢書）
5. 『沈黙の書／ヘルメス学の勝利』（リモジョン・ド・サン=ディディエ、白水社、ヘルメス叢書）
6. 『占星術または天の聖なる学』（マルクス・マニリウス、白水社、ヘルメス叢書）
7. 『自然哲学再興／ヘルメス哲学の秘法』（ジャン・デスパニエ、白水社、ヘルメス叢書）

## 脚註
1. 1 2 3 4 5 6 7 8 9  「有田忠郎教授略歴および業績表」『西南学院大学フランス語フランス文学論集』第38巻、西南学院大学学術研究所、1999年2月、1-6頁。
2. 1 2  “有田忠郎　略歴”. www.shiikabun.jp.  日本現代詩歌文学館. 2023年10月24日閲覧。
3. ↑  「有田忠郎 | 九大コレクション | 九州大学附属図書館」。
4. ↑  “詩歌文学館賞 受賞作品・選評”. www.shiikabun.jp.  日本現代詩歌文学館. 2023年10月24日閲覧。
5. ↑  “訃報：有田忠郎さん 83歳＝詩人、西南学院大名誉教授”.  毎日新聞. 2012年3月17日時点のオリジナルよりアーカイブ。2012年3月16日閲覧。